# Robert Charles Winthrop

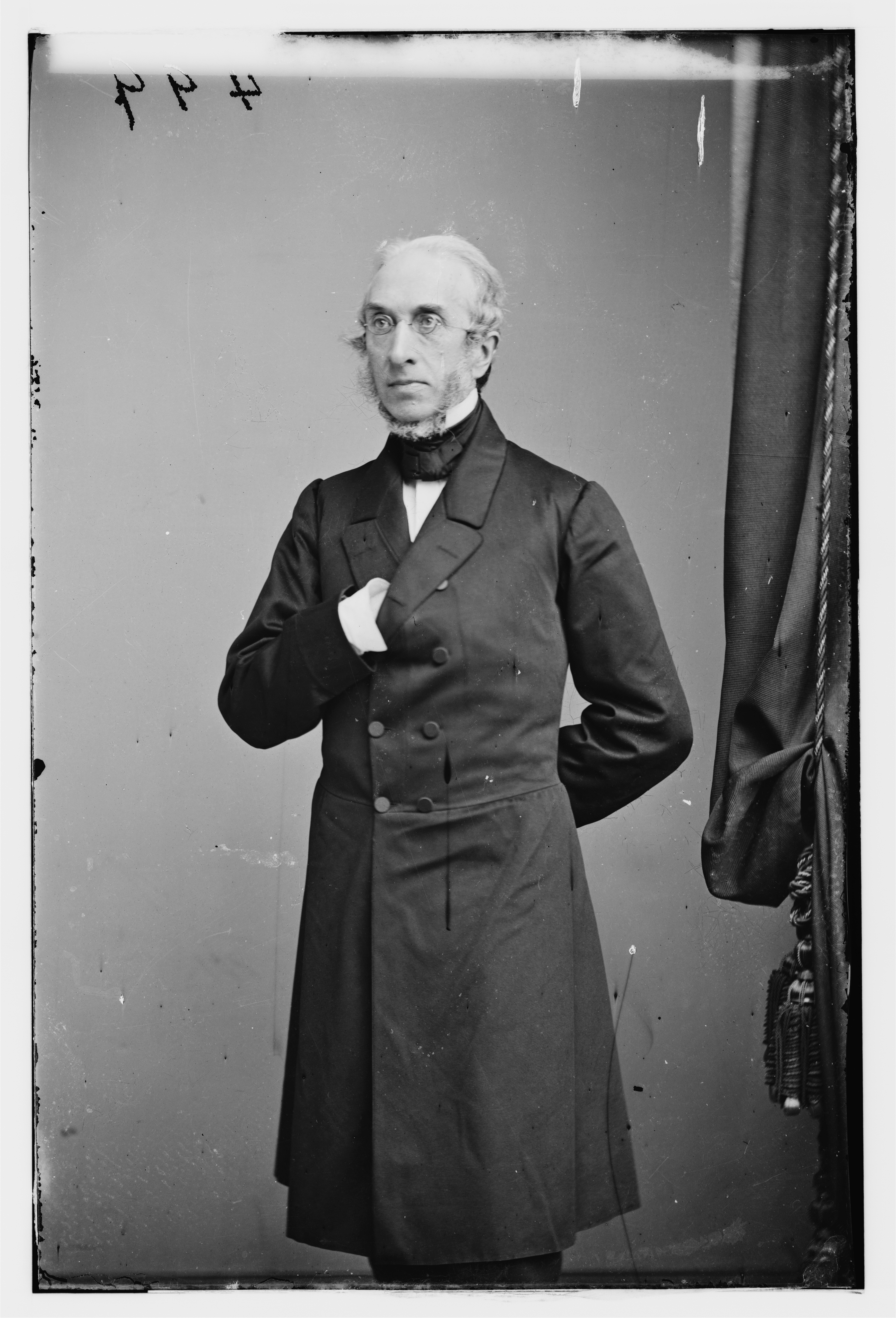
Robert Charles Winthrop.

Robert Charles Winthrop, född 12 maj 1809 i Boston, Massachusetts, död där 16 november 1894, var en amerikansk politiker (whigpartiet).
Winthrop utexaminerades 1828 från Harvard. Daniel Webster undervisade sedan honom i juridik och han inledde 1831 sin karriär som advokat i Boston. Han var ledamot av underhuset i delstatens lagstiftande församling, Massachusetts House of Representatives, 1835-1840, varav två sista åren talman. När Abbott Lawrence 1840 avgick från USA:s representanthus, invaldes Winthrop till hans efterträdare. Winthrop var ledamot av USA:s representanthus från november 1840 till maj 1842, när han själv avgick. Men efterträdaren Nathan Appleton avgick redan samma år och Winthrop återvände till representanthuset redan i november 1842, nu som Appletons efterträdare.
Winthrop var talman i USA:s representanthus 1847-1849. Han avgick andra gången som ledamot av representanthuset i juli 1850 för att efterträda Webster som ledamot av USA:s senat. Han lämnade senaten följande år när han inte blev omvald. Han förlorade sedan 1851 års guvernörsval i Massachusetts. Winthrop var elektor för whig-partiet i 1852 års presidentval.
Efter den politiska karriären var han aktiv som filantrop och på det litterära fältet. Winthrop University i South Carolina har fått sitt namn efter Robert Charles Winthrop. Det var han som gjorde den första donationen, 1 500 $, när universitetet öppnades. Winthrops grav finns på Mount Auburn Cemetery i Cambridge, Massachusetts.
Han var farfar till John Kerrys mormor Margaret Tyndal Winthrop (1880-1970).